# Miconia acinodendron
Miconia acinodendron là một loài thực vật có hoa trong họ Mua. Loài này được (L.) Sweet mô tả khoa học đầu tiên năm 1826.